# Aarhus Flydedok
Die dänische Werft Aarhus Flydedok A/S bestand mit ihren Vorgänger- und Nachfolgeunternehmen von 1913 bis 2009 in Aarhus.

## Einzelheiten
In der Zeit ihres Bestehens entstanden zahlreiche verschiedene Schiffstypen und Schiffsmotoren auf der über Jahrzehnte erfolgreichen Werft. Außer im Spezialschiffsbau, insbesondere im Bau von Fahrgastschiffen, Autofähren, Öl-, Produkten-  und Gastankern machte sich das Unternehmen auch in der Konstruktion von Schwimmbaggern oder Zementfrachtern einen Namen. Daneben wurde eine Schiffsreparaturabteilung mit Schwimmdocks bis zu 8.000 Tonnen Tragfähigkeit betrieben. Bemerkenswert ist die Geschichte der Werft auch durch die zahlreichen Eigner und Namen.

## Geschichte

### 1913–1945 Hans Nielsen Maskinkompagni
Gegründet wird das Unternehmen 1913 unter dem Namen Hans Nielsen Maskinkompagni im Hafen von Århus vom Dreher Hans Nielsen. Zunächst als reine Maschinenwerkstatt angelegt beginnt Nielsen nach dem Ende des Ersten Weltkriegs mit Schiffsreparaturen. Darüber hinaus wurde ein Kran- und Elevatorbetrieb unterhalten. 1921 zieht der Betrieb zur Toldbodgade um.

### 1945–1948 I/S Hans Nielsens Flydedok og Maskinkompagni
Nach dem Ende des Zweiten Weltkriegs zieht der Betrieb erneut um. An seinem neuen Standort am Mellemarm trifft am 16. August 1945 das erste Schwimmdock Hans Nielsens ein. Es war bei Kriegsende von der Deutschen Besatzung in Korsør hinterlassen und als britische Reparation in Dänemark belassen worden. Hans Nielsens Maskinværksted und die Helsingør Skibsværft schlossen sich 1945 zur I/S Hans Nielsens Flydedok og Maskinkompagni zusammen. Um diese Zeit arbeiteten etwa 80 Mann auf der Werft.

### 1948–1976 Aarhus Flydedok og Maskinkompagni A/S
1948 wandelte man den Werftverbund zur Aktiengesellschaft Aarhus Flydedok og Maskinkompagni A/S mit der Helsingør Skibsværft als Mehrheitseigner um. Hans Nielsen führt den Betrieb in Aarhus als Direktor fort. Im Jahr 1954 beginnen der Ausbau des Mellemarms (1958 abgeschlossen) und die Errichtung einer neuen Schiffbauhalle. Im Jahr darauf arbeiten erstmals 500 Mitarbeiter auf der Werft.
Bis 1967 steigt die Zahl der Belegschaft auf 900, aber 1968 schließt man sich mit den Werften in Helsingør, Ålborg und Frederikshavn zum Dan-Værft A/S-Verbund zusammen, woraufhin die Zahl der Beschäftigten auf 450 sinkt.
1970 wird die Zusammenarbeit mit dem Danværft-Verbund beendet und die Werft im Jahr darauf für drei Millionen Kronen an die Dannebrog-Gruppe verkauft.

### 1976–1989 Dannebrog Værft A/S

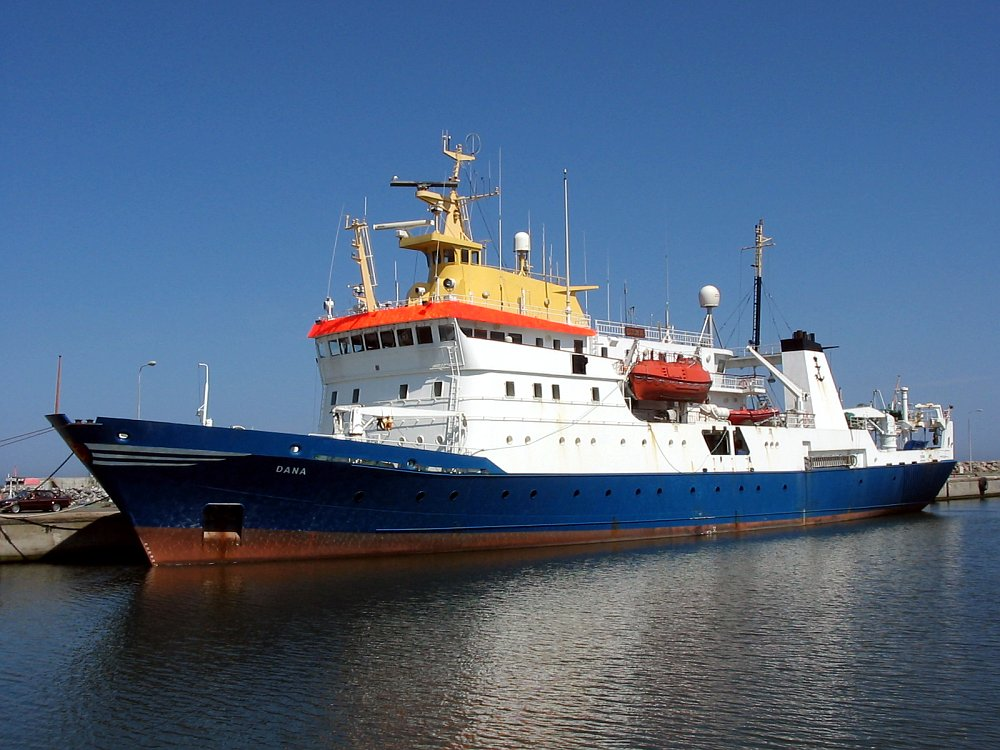
Bei der Dannebrog Værft gebautes Forschungsschiff Dana

1976 wurde die Reparaturabteilung der Werft mit der zur Østasiatiske Kompagni gehörenden Århus Container og Skibsservice ApS. zusammengeschlossen und die Werft in Dannebrog Værft A/S umbenannt. Im Zuge der Schiffbaukrise sank die Mitarbeiterzahl bis 1985 auf den niedrigsten Stand seit 1945. Zwar konnten in den Jahren 1985 bis 1987 wieder Neubauaufträge durchgeführt werden, bis 1988 rutschte das Unternehmen jedoch in eine bedrohliche finanzielle Schieflage.

### 1989–2001 Aarhus Flydedok A/S
Nachdem die Werft in der ersten Jahreshälfte 1989 einen Verlust von etwa 15,6 Millionen Kronen erwirtschaftete, veräußerte die Dannebrog-Gruppe das Unternehmen an die Nordsøværftets Holding A/S in Ringkøbing, LD Invest A/S und die Rentenversicherung Kommunernes Pensionsforsikring A/S (KP). Die in Aarhus Flydedok A/S umbenannte Tochtergesellschaft der Nordsøværft konnte vom gemeinsamen Einkauf profitieren und wurde grundlegend modernisiert. Darüber hinaus konnte zwar auch auf Entwicklungen des Mutterunternehmens zurückgegriffen werden, es blieb aber beim Bauprogramm mit einem Schwerpunkt auf Kühlschiffen und Chemikalientankern. Die Reparaturabteilung blieb nach dem Verkauf im Wesentlichen unberührt. Nach der Schließung der Orlogsværft gelang es Aarhus Flydedok 1990 einen über zehn Jahre laufenden U-Boot-Wartungsvertrag mit dem dänischen Verteidigungsministerium abzuschließen, woraufhin zwei geeignete Schwimmdocks erworben wurden. Auf dem privaten Schiffbausektor agierte die Werft in den folgenden Jahren immer erfolgloser. Erst von 1993 bis 1996/97 stabilisierte sich die Lage durch staatliche Beihilfen und Garantien wieder. Im Jahr 1996 übernahm die Werft einen 120-Tonnen-Kran einer geschlossenen Werft aus Göteborg. Im Jahr darauf erhöhte die LD Invest ihren Anteil auf 35 %. Im August 1997 erwarb Aarhus Flydedok Teile der Betriebsmittel der in Konkurs gegangenen Svendborg Værft zum Ausbau der eigenen Reparaturabteilung.
Im Jahr 1998 geriet das Unternehmen erneut in ernsthafte Schwierigkeiten. Eine Abschwächung der Schiffbaukonjunktur, Fehler im Management und Betrieb zehrten im Zusammenhang mit sieben von der russischen Dalmore Products bestellten Kühlschiffen den Großteil des Eigenkapitals auf. Obwohl sowohl die LD Invest zum Ende des Krisenjahres zum wiederholten Mal frisches Kapital in den Betrieb eingebracht und auch die A/S Dansk Erhvervsinvestering sich mit 15 Millionen Kronen an der Kapitalerhöhung beteiligt hatte, musste die Aarhus Flydedok A/S am 26. Februar 1999 Konkurs anmelden. 800 Mitarbeiter verloren ihre Arbeit.

### 2001–2007 Århus Værft A/S
Nach dem Konkurs erwarb Olav de Linde den Werftbetrieb der Aarhus Flydedok. Der Maschinenbaubetrieb Petersen & Sørensen Motorværksted A/S aus Svendborg pachtete ein Drittel des Betriebes, um die U-Bootwartung fortzuführen.
Am 22. Februar 2001 wurde die Århus Værft A/S von Peter Johansen (Yachtwerft Royal Denship) und der Martin Gruppe neu gegründet. Sie betrieb die Aarhuser Werft bis zum erneuten Konkurs am 5. Oktober 2007.

### 2009–2009 Aros Maritime A/S - 2009–2009 Euroflex Marine A/S
Die letzten Kapitel bis zur endgültigen Auflösung der Werft fielen auf die jeweils nur wenige Monate des Jahres 2009 aktiven Gesellschaften Aros Maritime A/S und Euroflex Marine, Offshore and Industrial Services A/S. Nachdem letztere im Dezember 2009 Konkurs angemeldet hatte, fand am 24. April 2010 die Versteigerung des gesamten Werftinventars statt.